# 슈가 마리몬
슈가 레이 마리몬(Sugar Ray Marimón, 1988년 9월 30일 ~ )는 콜롬비아 국적의 전 KBO 리그 KT 위즈의 투수이다.

## 미국 프로야구 시절
2007년에 캔자스시티 로열스에 입단하였다.

## 한국 프로야구 시절

### KT 위즈시절
2015년 11월 16일에 KT 위즈와 1년 총액 60만달러에 계약을 맺고 2016년 전반기에 외국인 선수로 뛰었다. 시즌 초반 1선발 역할을 잘 해주다가 팔꿈치 부상이 생긴 이후로 1군에 올라올 수 없는 상태가 되어 7월에 방출되었다. 2016 시즌 12경기에 등판해 6승 2패, 평균자책점 5.23을 기록하였다. 그의 대체 선수로 조쉬 로위가 영입됐다.